# Maersk Line
Maersk A/S (tidligere indtil november 2019 Maersk Line A/S) er et dansk rederi med hovedsæde i København. Selskabet er 100 % ejet af det danske konsortium A.P. Møller - Mærsk, og er verdens næststørste indenfor transport af ISO-containere. Rederiet har over 600 skibe til rådighed, med en samlet kapacitet på 1,9 mio. TEU. I juli 2011 ejede Maersk Line selv 198 skibe.

## Historie

### 1920 – 1970
I 1920'erne begyndte skibsreder Arnold Peter Møller at vurdere mulighederne for at etablere regulær linjefart med fragtskibe, da trampfarten hvor man sejlede fra havn til havn afhængigt af efterspørgslen, efter Møllers vurdering ikke havde en fremtid indenfor skibsfart. Første aftale blev lavet med Ford Motor Company, og den 12. juli 1928 forlod M/S Leise Maersk Baltimore på sin første rejse, fra den amerikanske østkyst via Panamakanalen til Fjernøsten og retur. Lasten bestod af bildele fra Ford og andet stykgods.
Efter afslutningen af 2. verdenskrig var flåden af funktionsdygtige skibe blevet reduceret betragteligt, da rederiet havde lidt mange tab ved angreb, og andre skibe var blevet brugt af krigsførende lande og derfor nedslidte. A.P. Møller gennemførte en omorganisering af Maersk Line, da han ville hurtigt i gang med trafikken igen for at undgå tab af markedsandele til konkurrenterne. Skibet Chastine Mærsk genoptog rederiets månedlige sejladser på den såkaldte "Panama-linje" efter krigen, da hun 16. marts 1946 stævnede ud fra New York City med kursen mod Manila og Shanghai.
I starten af 1950'erne ekspanderede selskabet med ruter til Japan, Thailand, Indien, Indonesien og Hong Kong, ligesom flere skibe blev indsat på ruter der gik "jorden rundt". Vestafrikanske havne kom på rutekortet i 1958, da der blev etableret ruter til Japan og den amerikanske østkyst. I 1968 etablerede Maersk et samarbejde med det japanske rederi Kawasaki Line, om en ugentlig service imellem Antwerpen i Belgien og havne i Fjernøsten.

### 1970 – 2011

#### Opstart af containertransport
Den første container blev fragtet for første gang via søvejen i 1956, da amerikanske Sea-Land Service transporterede flere fra Port Newark i New Jersey til Houston, om bord på skibet Ideal X. 10 år senere gennemførte Sea-Land den første internationale søtransport med containere nogensinde.
I 1973 begyndte Maersk Line at fokusere målrettet på containertransport, da de oprettede en ny afdeling kaldet Maersk Container Line. Denne skulle opbygge en organisation der skulle varetage rederiets nye forretningsområde, og forberede ankomsten af 9 bestilte containerskibe til levering i 1975 og 1976. Samme år fik rederiet Mærsks syv-takkede stjerne som logo, og dette har ikke været ændret siden. Det var på det tidspunkt A.P. Møllers største enkeltstående investering, da der blev brugt over 2 milliarder kroner på skibe, containere, udbygning af terminaler samt markedsføring. Da havde de største konkurrenter sejlet med containere i flere år.
Adrian Mærsk blev Maersk Lines første containerskib i flåden. Hun havde en kapacitet på 1.400 TEU og afgik på sin officielle jomfrurejse den 5. september 1975 fra Port Newark. Skibet skiftede senere navn flere gange, og blev efter 31 års drift i Mærsks lyseblå farver, i 2006 solgt med navnet Maersk Alaska.

### Samarbejde med andre rederier
I januar 2024 oplyste rederiet, at man med virkning fra 2025 indgik et samarbejde med det tyske rederi Hapag-Lloyd. Det sker med oprettelsen af "Gemini Cooperation", omfattende 290 skibe, hvoraf 60% af tonnagen er Maersks. Samarbejdet afløste den tidligere opsagte aftale med MSC.

## Havneterminaler
Containerskibe var en ny skibstype og dette krævede omfattede ændringer af faciliteterne i havnene, for at kunne laste og losse containerne der hurtigt blev populære indenfor transport af gods. Maersk Line lejede sig i starten ind på en del af et eksisterende havneområde. Her havde selskabet oftest eneret til brugen af det område hvor de selv opførte deres egen havneterminal, med specialiserede containerkraner, uden- og indendørs områder til oplagring af gods, samt forskellige kontorfaciliteter.
Rederiets engagement i havnedrift blev løbende udvidet, og kom også til at indeholde del- og helvist ejerskab af flere havneterminaler. I 2001 blev alle A.P. Møller – Mærsks havneaktiviteter samlet i det selvstændige selskab APM Terminals. I 2011 havde selskabet interesser i 61 havne eller terminaler fordelt på 33 lande, og 24.000 ansatte i 63 lande.

## Opkøb
Maersk Line har igennem årene foretaget flere store opkøb af konkurrenter.
Østasiatiske Kompagni (ØK)

I 1993 overtog Maersk alle rederiaktiviteterne i danske Østasiatiske Kompagni (ØK). Ved overtagelsen af ØK's skibe, ruter, containere og mange ansatte, udtalte Mærsk Mc-Kinney Møller: "Jeg er trist og ked af at ØK må opgive sine historiske søfartsaktiviteter, men jeg håber vores beslutning er positiv i national forstand." Dette skete på et tidspunkt hvor ØK var i store økonomiske problemer, og ejerskabet kunne komme på udenlandske hænder.
Safmarine

I februar 1999 blev det sydafrikanske rederi Safmarine købt.
Sea-Land Service

I juli 1999 annoncerede det amerikanske selskab CSX Corporation, at de ville sælge rederiet Sea-Lands udenlandske aktiviteter og tilhørende skibe, samt retten til at bruge navnet "Sea-Land" til Maersk Line. Handlen blev gennemført i december 1999, og rederiet skiftede efterfølgende navn til "Maersk Sealand". Dette navn blev i 2006 droppet, og tilbageført til det nuværende.
P&O Nedlloyd

I august 2005 blev det hollandsk-britiske containerrederi P&O Nedlloyd købt. Det blev fra 2006 en del af Maersk Line.
Hamburg Süd

December 2016 blev det meddelt, at Maersk Line ville overtage det tyske containerrederi Hamburg Süd med dets ca. 120 skibe.Korea Fair Trade Commission var den sidste myndighed, der godkendte købet. Det skete tirsdag den 28. november 2017. Fra fredag den 1. december 2017 er Hamburg Süd en del af Mærsk Line.